# Atractus ayeush
Atractus ayeush — вид змій родини полозових (Colubridae). Ендемік Венесуели.

## Поширення і екологія
Atractus ayeush відомі з типової місцевості, розташованої в гірському масиві Серранія-де-Парупано на півночі штату Лара, на висоті 1050 м над рівнем моря. Вони живуть в сухих тропічних лісах.